# Bâtiment situé 40 rue Svetozara Markovića à Niš
Le bâtiment situé 40 rue Svetozara Markovića à Niš (en serbe cyrillique : Зграда у Ул. Светозара Марковића 40 у Нишу ; en serbe latin : Zgrada u Ul. Svetozara Markovića 40 u Nišu) se trouve à Niš, dans la municipalité de Medijana et dans le district de Nišava, en Serbie. Il est inscrit sur la liste des monuments culturels protégés de la république de Serbie (identifiant no SK 867),,.

## Présentation
Le bâtiment, situé 40 rue Svetozara Markovića, a été construit en 1927-1929 pour servir de résidence familiale au commis de banque Milane Stanoj Nikolić.
Cette maison avec cour se compose d'un simple rez-de-chaussée ; sa façade principale s'étend tout le long de la partie de son terrain donnant sur la rue, tandis qu'elle est dégagée sur les trois autres côtés. De plan irrégulier, elle dispose d'un vaste hall central qui donne accès à toutes les pièces qui la constitue. On accède à ce hall par un porche monumental orné de colonnes cannelées de style dorique simplifié ; un grand pignon domine ce porche. Les corniches du pignon et du toit sont ornées de volutes demi-circulaires en relief formant une frise.
Le bâtiment fait partie du secteur de la rue Obrenovićeva, inscrit sur la liste des entités spatiales historico-culturelles protégées de la république de Serbie (identifiant no PKIC 31),.